# Stjepan Držislav
Stjepan Držislav (in latino Staephanus Dirzisclaus; ... – 997) è stato re di Croazia dal 969 fino alla sua morte.
Era membro della dinastia dei Trpimirović. Regnò insieme la ban Godemir da Zaravecchia.
Stjepan Držislav era figlio di Mihajlo Krešimir II e della regina Jelena di Zara. Jelena regnò in sue veci dal 969 finché ella non morì nel 976. In una guerra dell'imperatore bizantino Basilio II contro lo tsar Samuele di Bulgaria, Stjepan Držislav si alleò con i greci. Dopo che Basilio II organizzò la difesa di ogni singola città costiera dell'Adriatico orientale, durante l'offensiva di Samuele contro Zara nel 986, la Dalmazia tornò per buona parte sotto il controllo croato. L'imperatore bizantino inoltre nominò Stjepan Držislav patriarca ed esarca di Dalmazia e Croazia. Samuele di Bulgaria però non fu arrestato e attaccò di nuovo i croati in Bosina, fra i fiumi Drina e Bosna. Stjepan Držislav ricevette inoltre le insegne regali da Bisanzio col titolo di Granduca (dux magnus) e fu incoronato dall'Arcivescovo di Spalato a Zaravecchia nel 988.
Drzislav stabilì il suo potere e il suo regno sulle orme dei suoi genitori e riottenne il controllo della Dalmazia, persa dal tempo di Trpimir II in favore di Bisanzio. Il thema di Dalmazia all'epoca comprendeva le città di Veglia, Ossero, Arbe, Zara, Traù e Spalato. Il suo Stato fu amministrato in collaborazione con diversi ban, a cui delegò diverse mansioni e amministrazioni locali. Si impegnò ampiamente per attuare una buona integrazione delle comunità latine di Dalmazia con la maggioranza croata.
Il suo governo fu uno dei più longevi fra quelli dei re croati, di circa trent'anni. Stjepan Držislav ebbe tre figli: Svetoslav, Krešimir, Gojslav, tutti e tre con il titolo di rex Chroatorum.
Nel 996 il doge di Venezia Pietro II Orseolo smise di pagare i tributi commerciali al re di Croazia per il passaggio lungo la costa adriatica orientale, riaprendo antiche ostilità. Stjepan Držislav con i pirati Nerentani riprese i conflitti navali con la flotta veneziana ma con scarso successo. Prima della fine del suo regno Stjepan Držislav diede a Svetoslav, il suo figlio maggiore, il titolo di duca e con lui governò, preparandone la successione al trono.
È possibile che Svetoslav governò attivamente con il padre durante l'ultimo decennio del X secolo. Una lapide tratta da un altare di Tenin conserva la seguente iscrizione in latino: (svetos)CLV(s) DUX (c)HROATOR IN TE(m)PUS DIRZISCLV DUCE MAGNU (Svetoslav, capo dei croati al tempo di Drzislav supremo comandante). Il reperto è conservato nel Museo dei Monumento Archeologici Croati a Spalato. Stjepan Držislav morì nel 997, lasciando i tre figli in lotta per la conquista del potere regale in Croazia.